# ایستگاه اعداد (فیلم ۲۰۱۳)
«ایستگاه اعداد» (انگلیسی: The Numbers Station) فیلمی در ژانر مهیج است که در سال ۲۰۱۳ منتشر شد. از بازیگران آن می‌توان به جان کیوساک، مالین اکرمان، هانا موری، لیام کانینگهام، و ریچارد بریک اشاره کرد.

## موضوع فیلم
یک مامور سابق عملیات ویژه مسئول مراقبت از یک زن جوان شده است و حالا این دو باید برای نجات جان خودشان بعد از یک حمله انتحاری تلاش کنند.